# Olympique de Ngor
El Olympique de Ngor es un equipo de fútbol de Senegal que juega en la Liga senegalesa de fútbol, el torneo de fútbol más importante del país.

## Historia
Fue fundado en el año 1955 en la capital Dakar y es uno de los equipos de fútbol más viejos de la capital, aunque nunca han ganado el título de liga y su principal logro ha sido haber llegado a la final de la Copa senegalesa de fútbol en la temporada 2013/14 y perder 1-2 ante el AS Pikine.
A nivel internacional han participado en un torneo continental, en la Copa Confederación de la CAF 2015, en la cual fueron eliminados en la primera ronda por el Accra Hearts de Ghana.

## Palmarés
- Copa senegalesa de fútbol: 0
  - Finalista: 1

2013/14

## Participación en competiciones de la CAF
| Temporada | Torneo                       | Ronda      | Club               | Casa | Visita | Global |
| --------- | ---------------------------- | ---------- | ------------------ | ---- | ------ | ------ |
| 2015      | Copa Confederación de la CAF | Preliminar | Unisport de Bafang | 3-1  | 0-1    | 3-2    |
| 2015      | Copa Confederación de la CAF | 1          | Accra Hearts       | 2-3  | 1-2    | 3-5    |